# Villa Nova (Breukelen)
Villa Nova is een buitenplaats langs de rivier de Vecht in het Nederlandse dorp Breukelen. Het is gebouwd in de derde kwart van de 19e eeuw en een goed voorbeeld van een herenhuis in de eclectische stijl. Het is momenteel in gebruik als woonhuis.